# Euclasta clarkei
Euclasta clarkei là một loài thực vật có hoa trong họ Hòa thảo. Loài này được (Hack.) Cope mô tả khoa học đầu tiên năm 1980.